# ディープ・ン
ディープ・ン（呉 浩康、拼音: wú hàokāng、英語名：Deep ng、1983年6月13日 - ）は香港の歌手、俳優。本名は呉 偉男（wú wĕinán、Ng Wai-naam、ン・ワイナム）。
身長178cm、ふたご座。EEG傘下のミュージック・プラス所属。

## ディスコグラフィ

### アルバム
- 2003年9月：Deep（EPレコード）
- 2004年4月：Deep In The Music（EPレコード）
- 2005年2月：Deep Inside
- 2005年9月：Nowhere
- 2006年6月：Documentary
- 2007年6月：呉浩康 - 新曲+精選
- 2008年2月：Reality Co. Ltd.

## 主な出演作品

### 映画
原題、邦題、公開年月、監督、役柄の順。公開年月は香港・中国大陸などのもの。
- 2003年
  - 『尋找周杰倫（邦題：ジェイ・チョウを探して）』（2003年公開、監督：林愛華） - 飛行員 役
- 2004年
  - 『死亡約会』（2004年5月公開、監督：邱礼涛、伍健雄） - 阿健 役
  - 『新警察故事（邦題：香港国際警察/NEW POLICE STORY）』（2004年9月公開、監督：陳木勝） - 阿康 役
- 2005年
  - 『拥抱每一刻花火（邦題：恋する花火）』（2005年8月公開、監督：鍾少雄） - Dobi 役
- 2007年
  - 『男児本色（邦題：インビジブル・ターゲット）』（2007年7月公開、監督：陳木勝） - Terry狗 役
  - 『黒道之無悔今生』（2007年10月公開、監督：梁鴻華）
- 2008年
  - 『十分鍾情』 （2008年8月公開、監督：林華全 他）
- 2012年
  - 『トライアド』 （2012年11月公開、監督：ダニュー・チャン 他）

### テレビドラマ
- ウェブドラマ「一起喝采」（2003年4月、Now.com）
- 『功夫足球』（2003年7月、TVB）
- 『學警雄心』（2005年5月、TVB） - 何明 役
- 『奇幻潮』（2005年4月、TVB）
- 『學警出更』（2007年6月、TVB） - 何明 役
- 『プロジェクトA』（2007年7月、TVB） - 大岳（岳飛龍） 役

### ライブ・コンサート
- EEG三週年チャリティーコンサート（香港コロシアム - 2002年12月7日）
- 加州紅903十一団火音楽会（世界貿易センター - 2004年11月）
- Neway Budweiser True Music音楽会（世界貿易センター - 2005年）
- Budweise Bar Pacific迎接FIFAワールド・カップ2006コンサート（世界貿易センター - 2006年5月21日）